# Selbach (Waldeck)

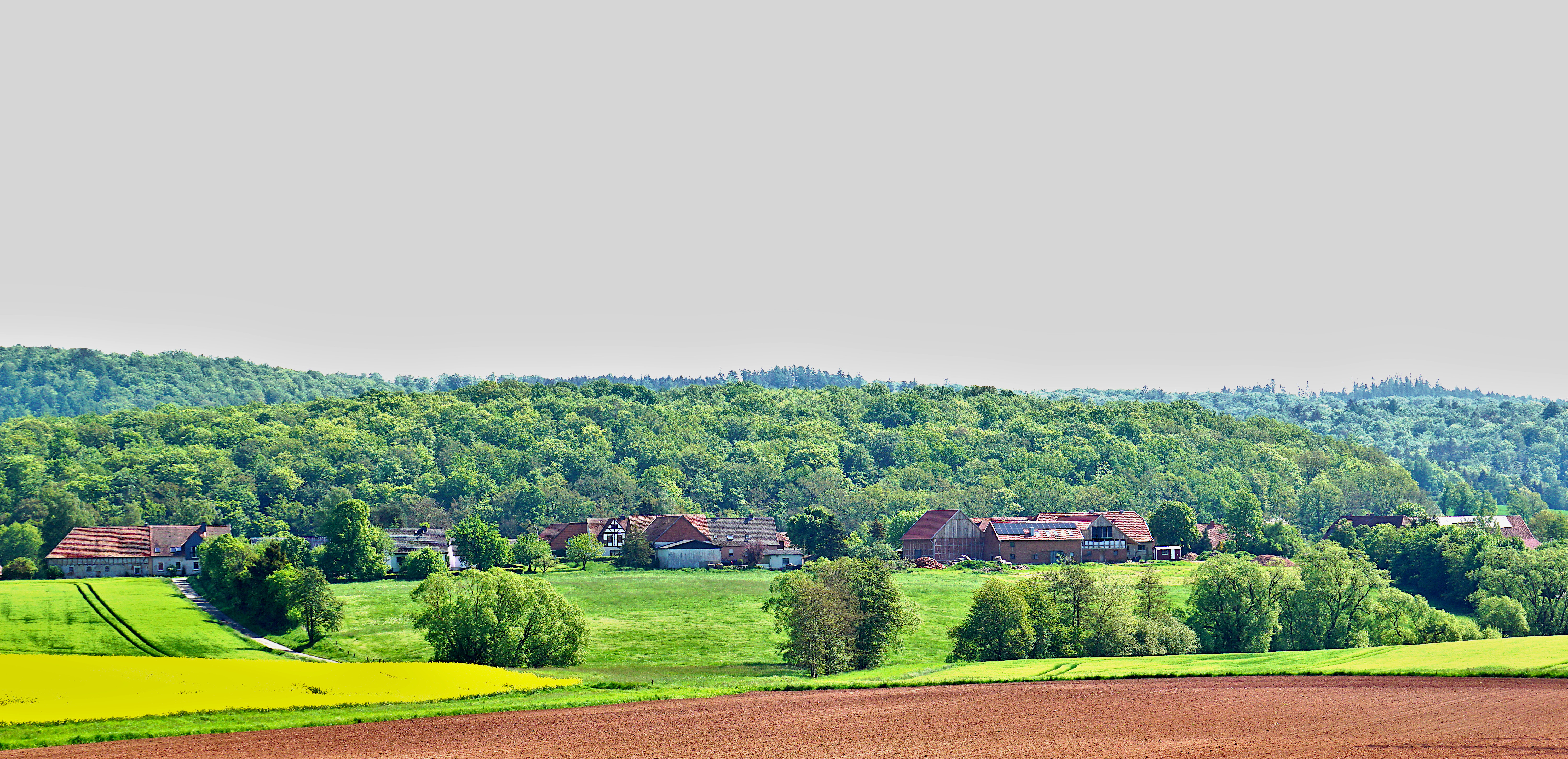
Blick auf Selbach

Selbach ist mit rund 80 Einwohnern der kleinste der zehn Stadtteile von Waldeck im nordhessischen Landkreis Waldeck-Frankenberg und ist Teil der Gemarkung Sachsenhausen.

## Geographische Lage
Selbach liegt in der Gemarkung Sachsenhausen, am Westfuß des Waldecker Waldes etwa 4 km (Luftlinie) nordnordwestlich der Waldecker Kernstadt zwischen den Waldecker Stadtteilen Netze im Südosten und Sachsenhausen im Westen. Durchflossen wird es vom Reiherbach, der in der Dorfregion auch Selbach heißt. Nordöstlich und östlich liegt der Naturpark Habichtswald und südlich und südwestlich der Naturpark Kellerwald-Edersee mit dem Edersee.

## Geschichte
Als Hofgut Silbach wird der Ort erstmals 1207 in den Güterregistern des Klosters Werbe erwähnt. Es war vermutlich ein Lehen der Herren von Selebach, deren urkundliche Erwähnungen sich von 1229 bis 1404 finden. 1229 wird eine Wasserburg genannt, die von den Herren von Selebach erbaut wurde; von dieser Burg ist nichts mehr vorhanden. Ab 1380 hatte Graf Heinrich VI. von Waldeck in Selbach einen Hof. Dieser befand sich ab 1477 im Besitz der Herren von Schaden und fiel mit deren Aussterben in der männlichen Linie 1582 an die Grafschaft Waldeck zurück. Nach der Aufhebung der Klöster Werbe und Marienthal in Netze wuchs der Gutsbesitz und war bis 1695 Lehen derer von Tedesalt und deren Erben. 
Die alte Wasserburg wurde vermutlich 1701 abgebrochen, und an ihrer Stelle ließ sich Graf Friedrich Anton Ulrich, Sohn des regierenden Grafen Christian Ludwig von Waldeck, das Jagdschloss Friedrichsthal erbauen, das somit unmittelbar nördlich des Netzer Tiergartens lag.
Anfang des 19. Jahrhunderts wurde das Gut in eine Domäne umgewandelt. 1922 wurde diese aufgeteilt und neu besiedelt. Es entstand das kleine Dorf, wie es sich heute noch zeigt. Das ehemalige Jagdschloss befindet sich heute in Privatbesitz.
Das bis dahin als Siedlungsplatz von Sachsenhausen geführte Selbach  wurde zum 1. Mai 1976 zum Stadtteil von Waldeck ernannt.

## Selbacher Viadukt

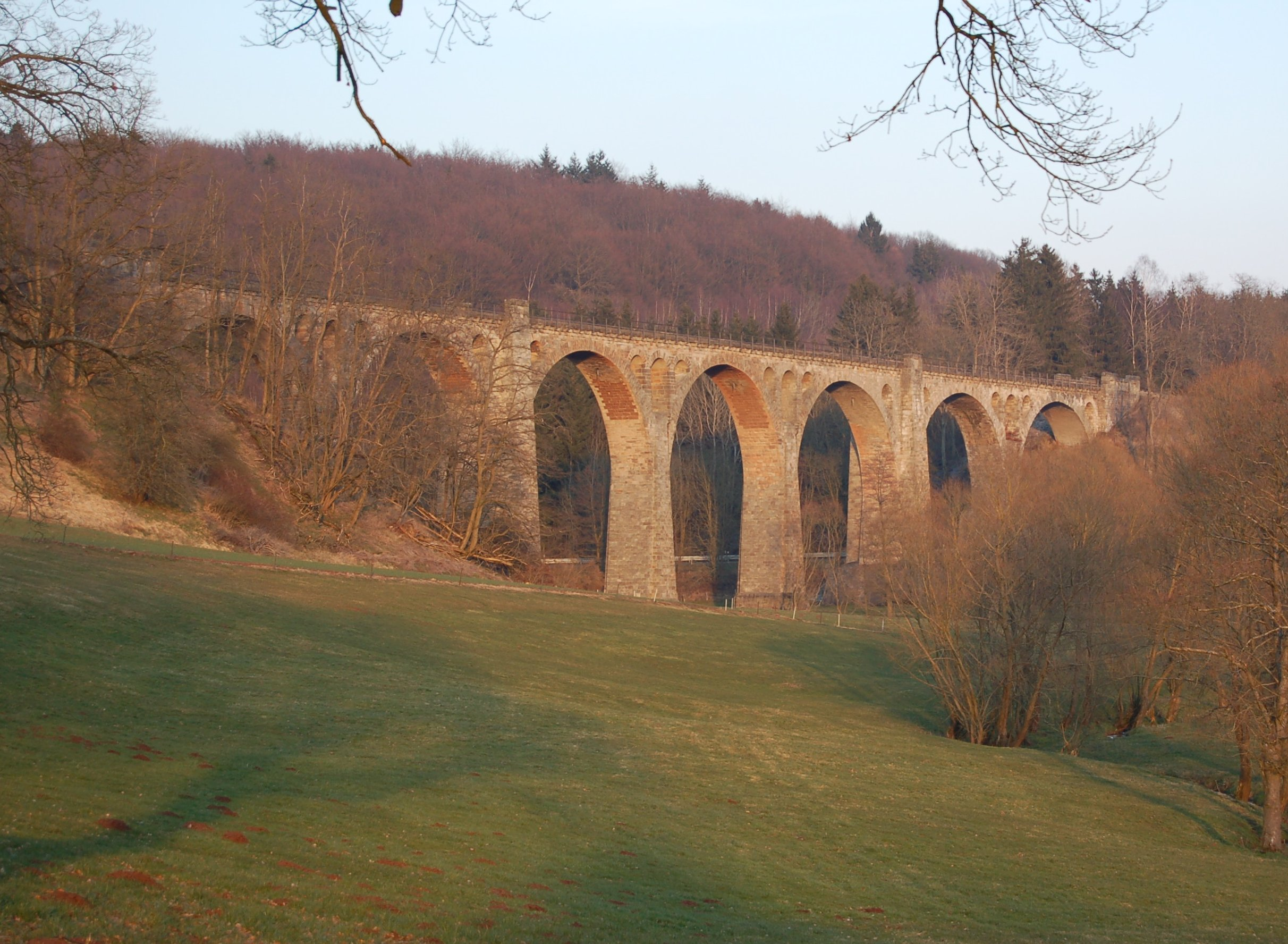
Das Selbacher Viadukt

Etwa 650 m (Luftlinie) südöstlich des Dorfs steht das 1910 bis 1913 errichtete Selbacher Viadukt (auch Reiherbachbrücke genannt), eine 193 m lange und 28 m hohe, siebenbogige Eisenbahnbrücke der 1995 stillgelegten Ederseebahn. Im Zweiten Weltkrieg wurde sie 1945 bei einem Angriff schwer beschädigt, sodass der Zugverkehr bis 1946 eingestellt werden musste. Seit Herbst 2012 dient sie als Brücke des Ederseebahn-Radwegs.